# Diamond DA62
De Diamond DA62 is een Oostenrijks tweemotorig laagdekker sport- en zakenvliegtuig. Het toestel is uitgerust met een intrekbaar landingsgestel en een drukcabine. Het geheel van composietmateriaal geconstrueerde vliegtuig met maximaal zeven zitplaatsen maakte zijn eerste vlucht in april 2012. Totaal zijn er, inclusief varianten, door vliegtuigfabrikant Diamond Aircraft Industries meer dan 120 van gebouwd. 
De DA62 kent zowel civiele als militaire gebruikers. Het toestel is ontworpen door Manfred Zippe. De romp is afgeleid van de eenmotorige Diamond DA50.
Het vliegtuig wordt geleverd met de zuinige Austro Engine AE330 dieselmotoren, waarbij door de fabrikant een verbruik van 14,2 liter/ 100 km wordt geclaimd. Voor de toekomst wordt ook gekeken naar een versie uitgerust met turboprop-motoren.
De partijleider van de Duitse CDU, Friedrich Merz, heeft een Diamond DA62 in privébezit.

## Varianten

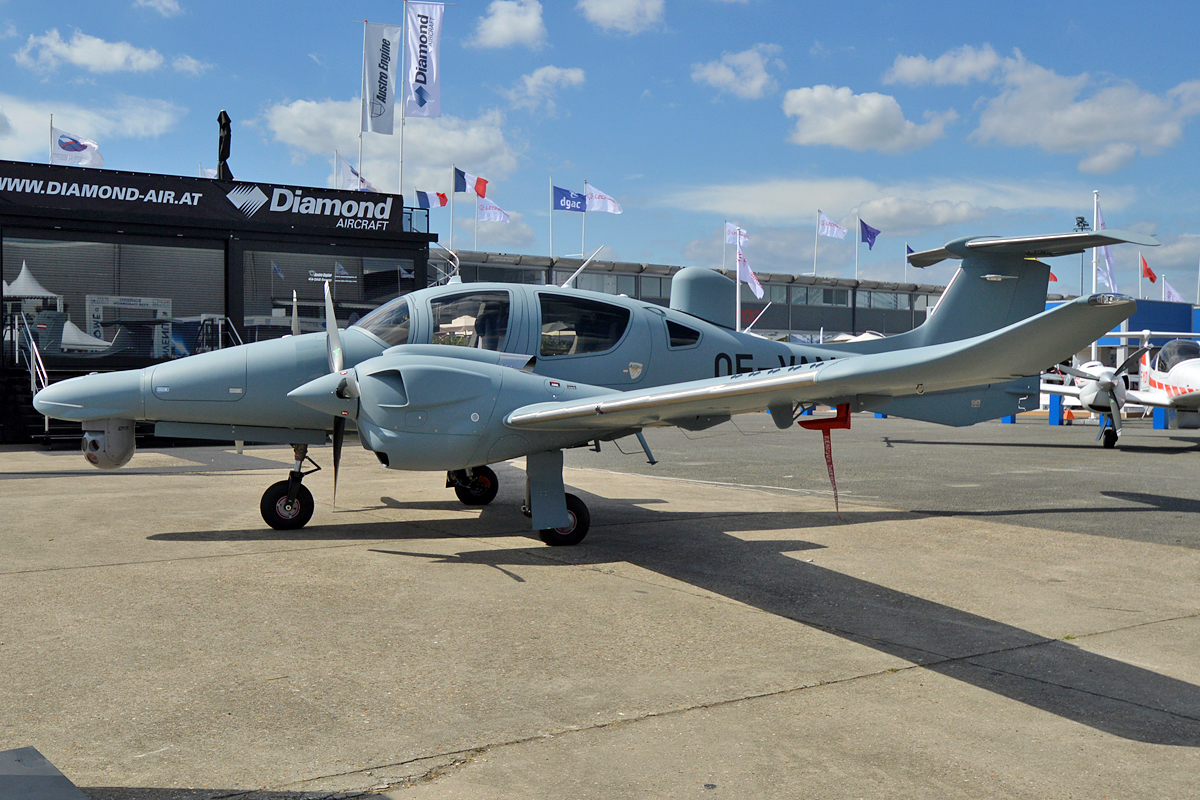
DA62 uitgerust met speciale sensoren in de neus

DA52Prototype, twee exemplaren gebouwd.
DA62Variant met 5-7 zitplaatsen, een derde raam en een groter horizontaal staartvlak.
DA62MPP"Multi-Purpose Platform" variant voor verschillende verkenningstaken, politietaken en Search And Rescue-diensten.